# Генерал Нерезов (чешма)
Чешмата на Генерал Нерезов или Генералската чешма е чешма и български военен паметник край Фурка, Дойранско, Северна Македония. Намира се в близост до селото.
Изграден е от българската армия през 1918 година в чест на полковник Стефан Нерезов, участник на Солунския фронт през Първата световна война по време на Дойранската епопея.